# Who (Unix)

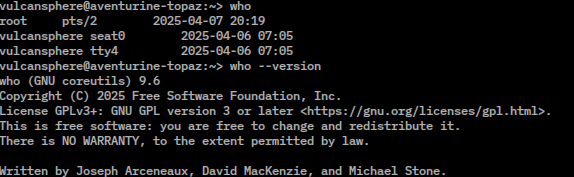
Captura de tela de 'who' no Linux, parte do pacote coreutils

who (quem?) é um comando Unix que gera uma lista contendo informações sobre cada usuário que está ativo no sistema. Essas informações são obtidas de arquivos de registro de login, como o utmp ou wtmp.
As informações exibidas para cada usuário são: nome de usuário, terminal, data e hora de login. O comando possui opções que permitem ampliar esse conjunto de informações.

## Exemplo de uso
O comando pode ser usado sem opções
```
who

```

Quando utilizado com os operandos  am i, gera as informações do usuário atual
```
who
 
am
 
i

```

Esta última forma não deve ser confundida com o comando whoami.